# アンナ・ノルドグレン
アンナ・ノルドグレン（Anna Christina Nordgren、1847年5月13日 - 1916年9月10日）はスウェーデンの画家である。

## 略歴
スウェーデン西部、ヴェストラ・イェータランド県のマリエスタードの地主の娘に生まれた。スカーラの女学校で絵の才能を認められて、油絵を教えられた。ストックホルム工芸学校（Slöjdskolan Stockholm、後の スウェーデン国立美術工芸大学:Konstfack）で学んだ後、スウェーデン王立美術院の女子学校の最初の学生の一人となり、1867年から1874年まで学んだ。1874年の作品で賞を得て、教師の勧めでパリに留学することになった。
1874年から1877年までパリのアカデミー・ジュリアンでトニ・ロベール＝フルーリーに学び、その後、肖像画家のカロリュス＝デュランにも学んだ。写実主義の画家、ジュール・バスティアン＝ルパージュの影響を受けた。パリには1883年まで滞在した。この時代のパリにはマリ・バシュキルツェフらの多くの女性画家が各国から集まっていてノルドグレンもその一人であった。この間、1876年のフィラデルフィア万国博覧会やスウェーデンの展覧会に出展し、王室に作品を買い上げられた。
1885年からイギリスに渡りロンドンに住み、イギリスで評価されることになった。イギリスの展覧会への出展や個展を開いた。ロンドンでは、アイルランド出身の女性美術家、パーサー（Sarah Purser）やアメリカ出身の画家、ジェームズ・マクニール・ホイッスラーと交流した。アイルランドの女性画家、コンスタンツ・ゴア＝ブースとも親しくなり、1892年にアイルランドを訪れゴア＝ブースと絵画を描いた。
1899年にスウェーデンに戻るが1902年まではロンドンでの仕事を続けた。スウェーデンではヨーテボリ、1908年からエーケレー、1908年からストックホルム、1913年からスカーラに住み、スカーラで没した。
ノルドグレンの絵画は、1880年代から1890年代のフランスの「アカデミック美術」に影響をうけたもので「伝統主義」的で、晩年はスウェーデンでの評価は低くなった。

## 作品

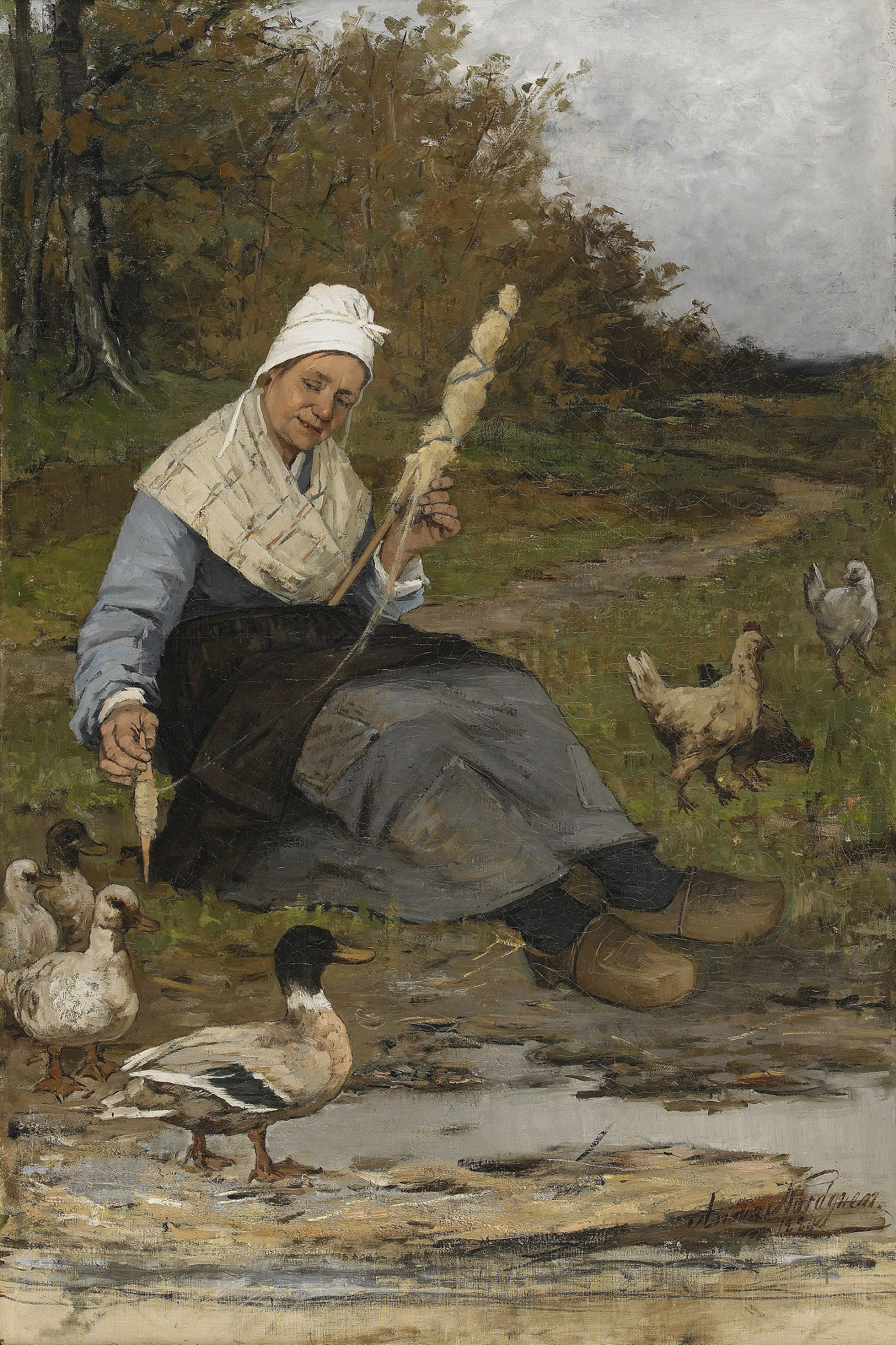
「浜辺の農家の婦人」(1880)
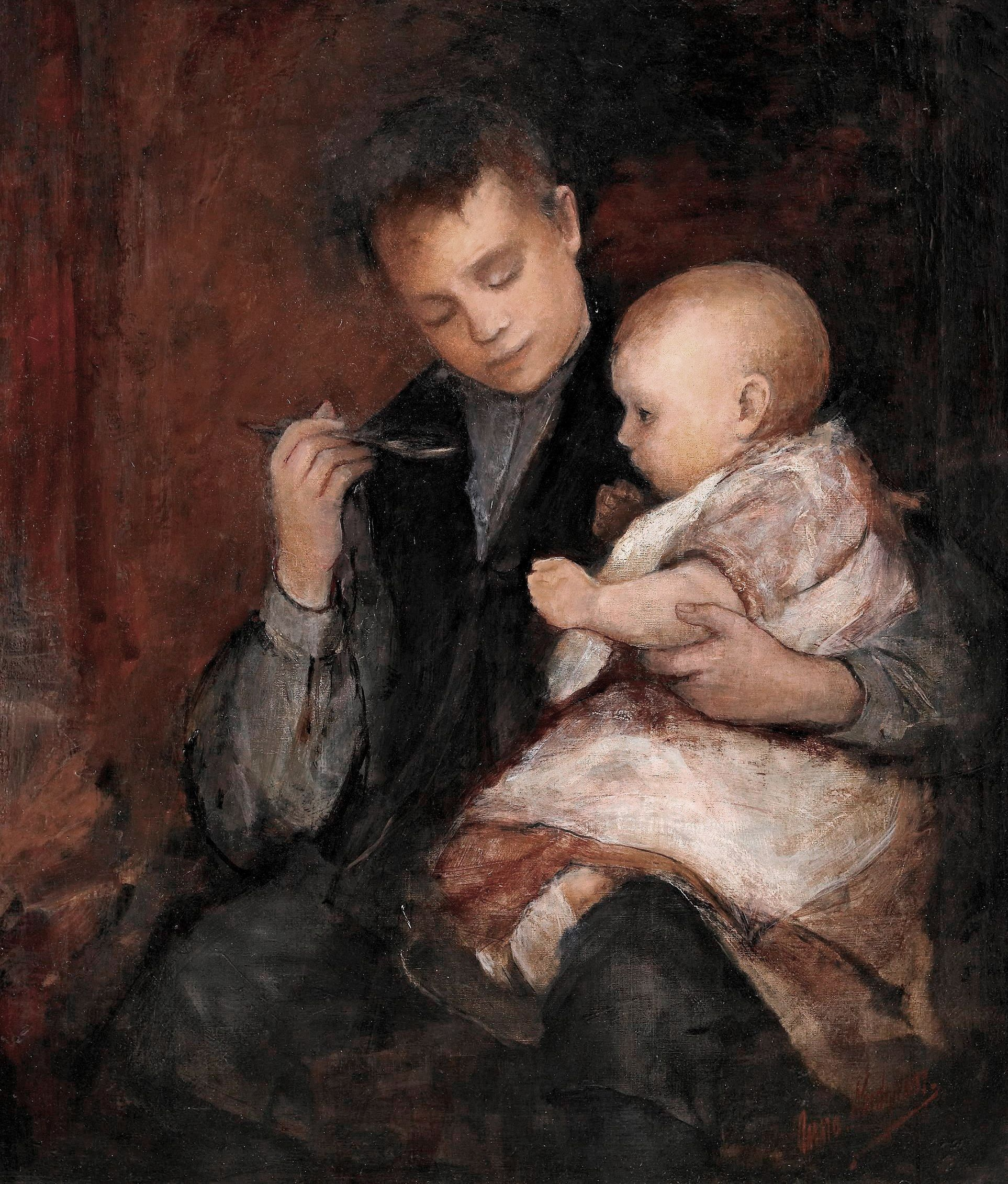
「食事する子供」
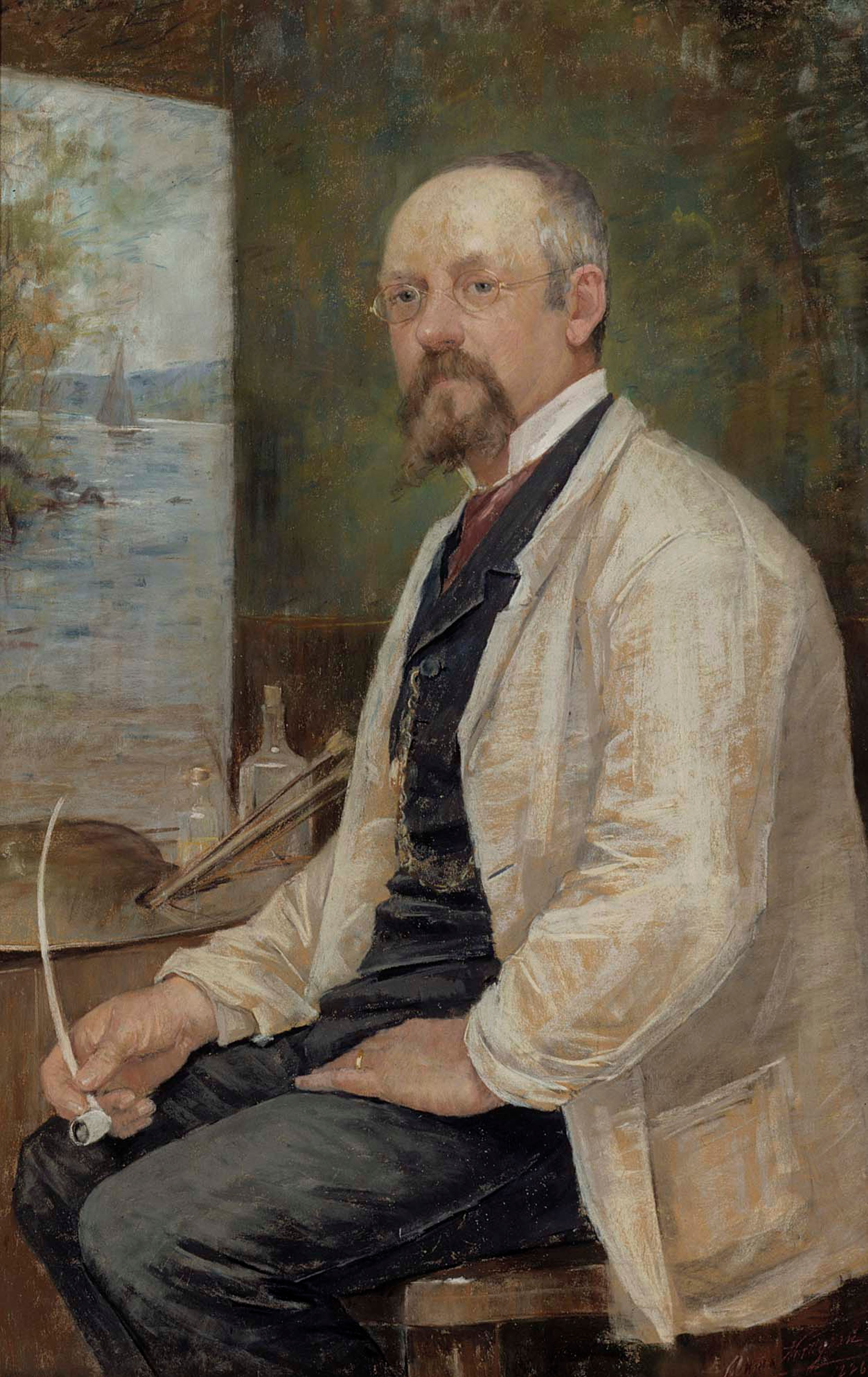
ベルント・リンドホルム（画家）(1886)
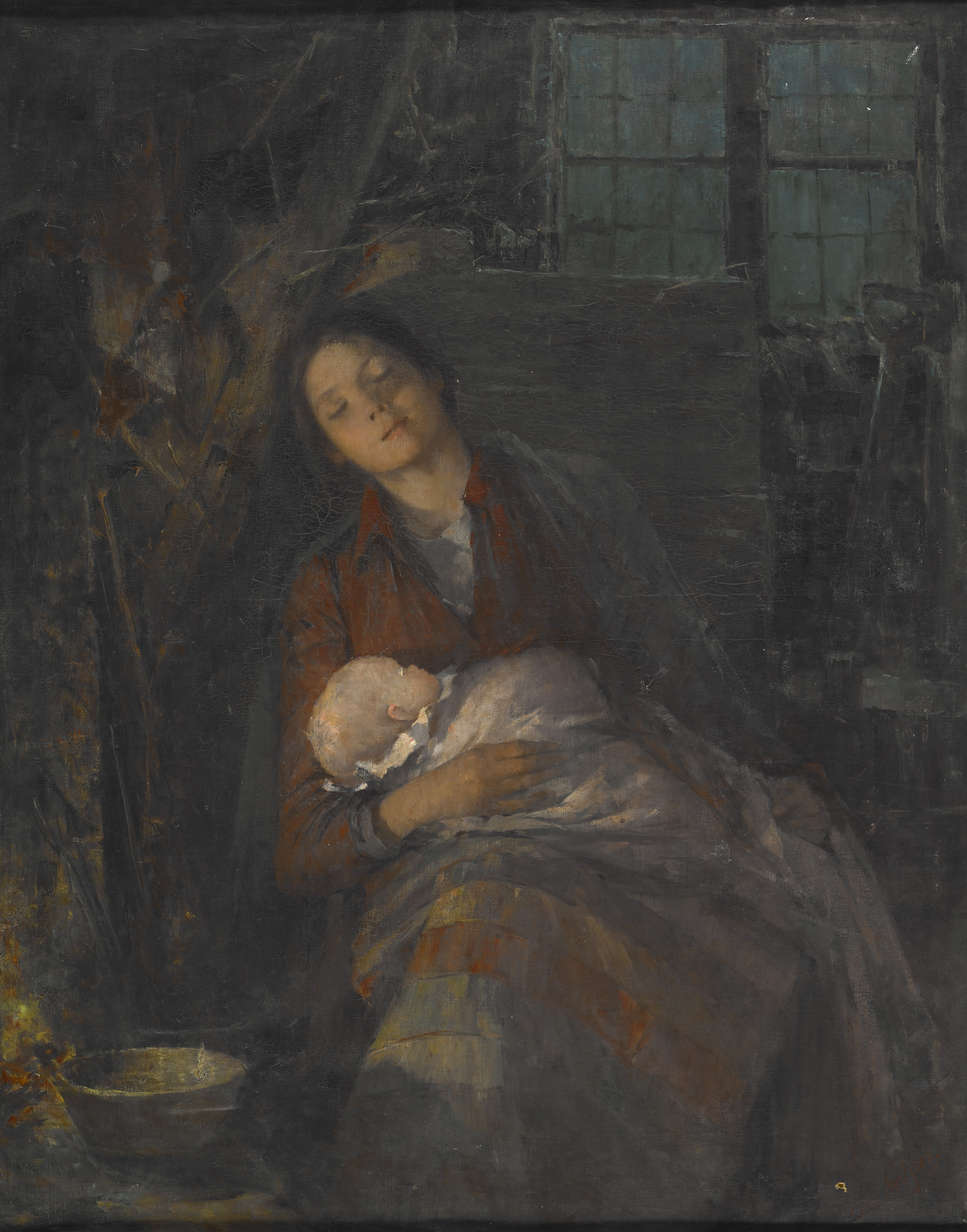
「休息」